# St. Peter am Perlach (Augsburg)

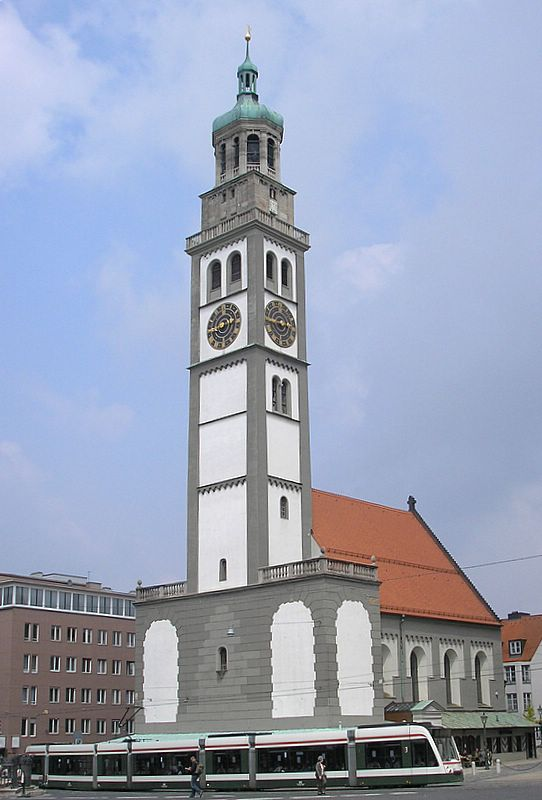
St. Peter am Perlach mit dem von der Kirche unabhängigen Perlachturm

Koordinaten: 48° 22′ 9″ N, 10° 53′ 54,7″ O
St. Peter am Perlach bzw. die Perlachkirche ist eine römisch-katholische Filialkirche und ehemalige Kollegiatstiftskirche in Augsburg. Die im romanischen Stil erbaute Hallenkirche am Perlachberg neben dem Augsburger Rathaus (Patronate: St. Peter und St. Felicitas) ist kein integraler Teil des Perlachturms, obwohl baulich mit St. Peter verbunden, sondern wurde unabhängig von der Kirche gebaut und genutzt. 

## Bau

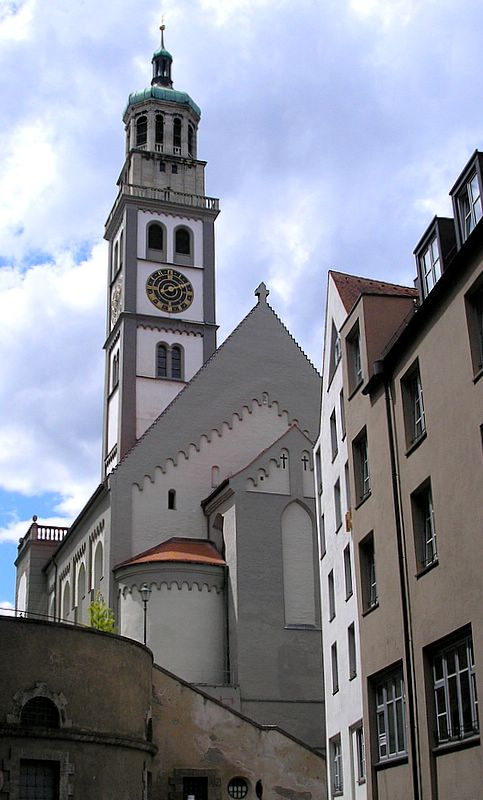
St. Peter (Ostansicht)

Der genaue Bautermin der Wallfahrtskirche in der Augsburger Innenstadt ist nicht bekannt (erbaut um 1060 durch den Augsburger Bischof Embrico). Nach schriftlichen Überlieferungen lässt sich nachweisen, dass im Jahr 1067 ein Kollegiatstift (Kloster St. Peter am Perlach) in einer bereits bestehenden Kirche errichtet wurde.
Die Kirche steht direkt an der Kante des Lechtals, heute befindet sich dort die Augsburger Altstadt. Die St. Peter Kirchengemeinschaft konnte auf Grund von Stiftungen durch Schwigger von Balzhausen schnell wachsen. Die Vorsteher der Gemeinschaft wurden des Öfteren vom Papst selbst ernannt, was darauf hindeutet, dass die Kirche eine bedeutende Rolle im Augsburg der damaligen Zeit gespielt haben dürfte. Etliche Schenkungen durch reiche Augsburger Patrizierfamilien ließ den Reichtum der Kirchgemeinschaft steigen.
Da sich das Gebäude noch nicht innerhalb der damaligen Stadtmauer befand, wurde es des Öfteren zerstört.
Nachdem 1182 die Kirche während eines Gottesdienstes einstürzte, errichtete man den heutigen Kirchenbau. Die Kirche wurde im Ziegelbaustil errichtet und zählt zu den ersten in diesem Stil erbauten Gotteshäusern Süddeutschlands. Aus dieser Zeit besteht heute noch eine Terrakottafigur. 1248 wurde an die Kirche eine Kapelle angebaut, die jedoch im Zweiten Weltkrieg 1944 durch Luftangriffe zerstört und nur in einfacher Form wiederaufgebaut wurde. Ab 1260 entstand vor der Kirche ein Fischmarkt. Der Platz gehörte der Kirche und wurde von dieser als Richtplatz benutzt. 
1385 und 1622 wurde festgelegt, dass vor der Bürgermeisterwahl ein Gottesdienst in St. Peter stattzufinden habe. So ist es bis heute Tradition, dass Stadtrat und Oberbürgermeister jedes Jahr nach der Sommerpause einen ökumenischen Gottesdienst in der „Ratskirche“ St. Peter feiern. Die katholische Kirche traf es im Vergleich zu anderen Kirchen, in der Reformationszeit, nicht so hart. Bis 1576 nahmen sogar die Schwestern des Klosters Maria Stern an den Messen in der Kirche teil. Bis zum 18. Jahrhundert gab es immer wieder stilistische Umbauten. 
Nach Eingliederung der Freien Reichsstadt Augsburg nach Bayern wurde das St. Peter Stift vom bayerischen Staat aufgelöst. Eigentlich wollte der Staat Bayern die Kirche abreißen, doch die Bürger konnten eine Eröffnung der Perlachkirche im Jahr 1811 für Gottesdienste erzwingen. Erst 1913 konnte durch eine Vertragsunterzeichnung mit dem Staat Bayern ein sicherer Erhalt der Kirche herbeigeführt werden. Im Zweiten Weltkrieg wurde die Kirche am 25. Februar 1944 durch britische Luftangriffe schwer beschädigt.
Erst 1954 konnte das Gotteshaus wieder betreten werden. 2006 wurde eine Komplettrenovierung abgeschlossen. Die Perlachkirche ist heute eine Filialkirche von St. Moritz und wurde zwischen 1954 und 2010 von den Jesuiten betreut.

## Besitzverhältnisse
Die Außenmauern von St. Peter gehören dem Freistaat Bayern, das Kircheninnere gehört dem „Bürgerverein St. Peter am Perlach e. V.“, der Perlachturm gehört der Stadt Augsburg und die große Sakristei (früher Kapelle der heiligen Katharina und der heiligen Felicitas) ist Privateigentum.

## Innenraum
Der Innenraum hat eine Länge von 27,50 m, ist fast 15 m breit und im Mittelschiff etwa 10,60 m hoch. Es handelt sich um eine der wenigen romanischen Hallenkirchen, die sich in Süddeutschland erhalten haben. Die Schiffe sind fast alle gleich hoch. Das Querschiff fehlt. Kreuzgewölbe bedecken die vier Joche, aus denen Mittel- und Seiten-Schiffe bestehen. Jedes Schiff endet unterschiedlich: das Mittelschiff im rechteckigen Haupt-Chor, das südliche Seitenschiff in einer halbrunden Apsis, das nördliche kürzere Seitenschiff in einem Altarraum. Die Kämpfer der Pfeiler stammen aus dem Barock und ruhen auf einfachen Plinthen. Das Westjoch wird durch den Unterbau der Orgel-Empore gebildet, die von Pfeilern mit Halbsäulen auf attischen Basen abgestützt wird.

### Langhaus
Auch das Langhaus hat Kunstschätze aufzuweisen. Hier stehen vier Reliquiare, die man von der Dompfarrei 1864 erwarb, sowie Reliefbilder des hl. Petrus und des hl. Paulus aus der zweiten Hälfte des 17. Jahrhunderts. Über dem Eingang zur Felicitaskapelle steht in einer Nische die hl. Felicitas mit ihren Söhnen (von 1520). Von Georg Johann Knappich (1637 bis 1704) stammt das Gemälde des hl. Josephs, Patron der Sterbenden und Armen Seelen. Ursprünglich hat es wohl Ignaz von Schellenberg 1696 für den Josephsaltar gestiftet. Aus der Zeit um 1700 stammt das Seitenschiffgestühl, vom Ende des 16. Jahrhunderts die Chrostallen, die sich vor den Apsiden der Seitenschiffe befinden. Die schmiedeeisernen Apostelleuchter und die Weihwasserbecken sind aus der Barockzeit.

### Chor

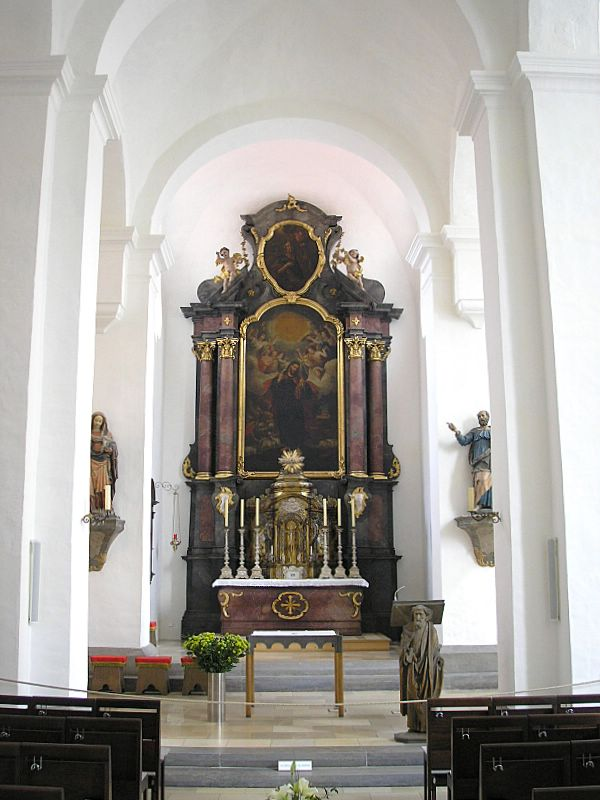
Mittelschiff nach Osten

Der Chor, der durch die Barockzeit am stärksten umgestaltet wurde, beherbergt den marmorierten Hochaltar, der von 1760 bis 1770 errichtet wurde. Zwei Putti sitzen auf dem gesprengten Gebälk. Dazwischen ein Altarblatt, das Anton Fugger 1625 gestiftet hat. Johann Matthias Kager, der Augsburger Stadtmaler, hat das Guter-Hirte-Motiv geschaffen. Auch der Kirchenpatron Sankt Petrus ist dargestellt (ein Werk von Johann Georg Bergmüller).

### Chorraum
Vor dem Chorraum stehen seitlich Wandpfeiler, die von Skulpturen flankiert werden. Zum einen handelt es sich um eine Augsburger Muttergottes, die ursprünglich ein Jesuskind hielt, das aber verloren ging. Die Terrakotta-Figur soll um 1420/30 entstanden sein, wurde 1620 und 1670 überarbeitet und 1934 wieder in ihren Originalzustand versetzt. Zum anderen handelt es sich um die Skulptur des hl. Petrus, die Octavianus Secundus Fugger der Kirche schenkte (1581). Neben dieser Figur des hl. Petrus gibt es noch eine zweite in der Kirche: sie ist aus Holz, dient heute als Ambo und stammt aus dem 15. Jahrhundert.

### Tabernakel
Der Tabernakel ist von 1707 und stand zunächst auf dem Herz-Jesu-Altar im Augsburger Dom, bevor er 1864 vom Bürgerverein erworben und in die Kirche Sankt Peter am Perlach übertragen wurde. Er ist aufwändig mit einer Dekoration aus Früchten, Blumen und Akanthus geschmückt.

### Altarraum
In der südlichen Wand des Altarraums befindet sich die Grabplatte des Stifters der Kirche; entstanden ist sie wohl in der zweiten Hälfte des 14. Jahrhunderts. Vor der Barockisierung der Kirche war die Grabplatte Teil eines Hochgrabes, das in der Mitte der Kirche stand. In die nördliche Wand des Altarraums ist ein Sakramentshaus eingelassen. Es trägt das Fuggerwappen und das Datum 1522. Das Werk der Frührenaissance ist mit Solnhofer Kalkstein gerahmt. Gestiftet wurde es von Marcus Fugger dem Jüngeren, der Sankt Peter am Perlach auch als Propst vorstand.

### Nördliche Apsis

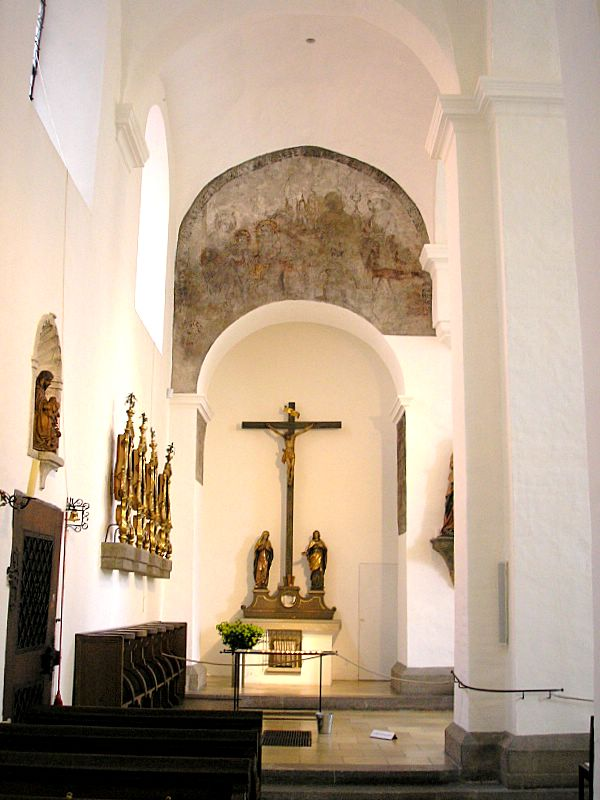
Das nördliche Seitenschiff

Die nördliche Apsis birgt seit 1997 eine Reliquie der hl. Crescentia von Kaufbeuren im mittelalterlichen Altar. Über dem Altar ist ein Kruzifix mit den Assistenzfiguren Maria und Johannes zu sehen. Es stammt vom Ende des 17. Jahrhunderts. Unter dem Altar ist ein Medaillon mit dem Porträt der Heiligen zu sehen. Es ist 1997 von Gernot Hausner alten Kupferstichen nachempfunden worden.

### Südliche Apsis
In der südlichen Apsis schließlich ist das einzigartige Wallfahrtsbild der „Maria Knotenlöserin“ zu sehen. Zur einen Seite des Marienbildes steht die Skulptur des hl. Ulrich von 1520, auf der anderen Seite die Skulptur der hl. Afra aus dem frühen 18. Jahrhundert. Links davon ist ein Sakramentshaus für Karfreitag von Martin Ziegelmayr in die Wand eingelassen (1995 geschaffen).
Sowohl in der nördlichen wie in der südlichen Apsis sind bei Restaurierungsarbeiten mittelalterliche Fresken zum Vorschein gekommen. Nördlich: die Anbetung der Heiligen Drei Könige von ca. 1420 sowie Reste einer Wunder- und Bischofslegende in der Bogen-Laibung. Südlich: zwei Frauen aus dem Ende des 13. Jahrhunderts, wahrscheinlich die hl. Maria Magdalena mit Salbgefäß und die hl. Helena oder die hl. Elisabeth mit Krone.

### Kapellen
In der südlichen Kapelle des Westjoches wird der Pantokrator aufbewahrt, der in die Bauzeit der Kirche zurückreicht. Die Skulptur des thronenden und segnenden Christus aus Terrakotta war ursprünglich am Scheitel des Ostgiebels angebracht. In der mittleren Kapelle kann man den so genannten „Fuggerchristus“ sehen. Das Kreuz soll aus der Stiftung Georg Fugger stammen, die dieser 1522 gemacht hat. Von wem das Kreuz geschaffen wurde, ist nicht sicher.

### Ostchor
Als 1782 der damalige Papst Augsburg besuchte, entfernte man im Dom die Gitter zum Ostchor. Ein Jahr später kaufte sie Sankt Peter am Perlach und die Kanoniker brachten sie 1785 zur Absperrung des Kirchenraumes am zweiten Joch der Kirche an. Die Gitter stammen von 1656, wurden um 1700 erneuert und 1785 noch einmal renoviert.

### Orgelempore
Die Orgelempore ist dreifach gegliedert: Ein mittlerer Teil, in dem heute die Orgel steht, diente früher vielleicht als Kapelle, rechts und links davon befinden sich Räume, die sich über Arkaden zum Hauptraum hin öffnen. Die Arkaden sind durch romanische Säulen mit Blatt- und Palmetten-Ornamenten an den Kapitellen geschmückt. Über der Orgelempore sind barocke Engel mit Spruchband von Christian Erhardt zu sehen. Die Orgel stammt von 1688 und ist damit die älteste Orgel, die in Augsburg erhalten ist.

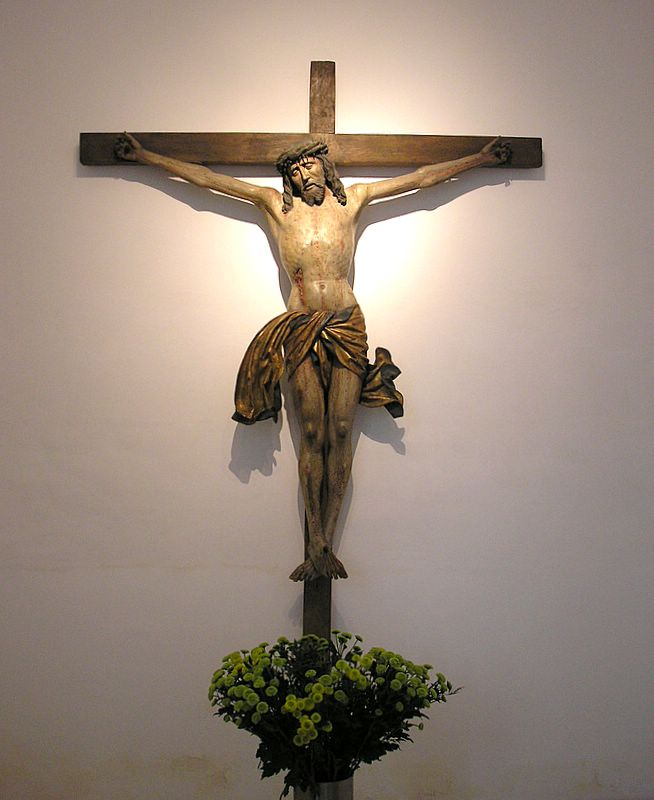
Kruzifix unter der Westempore
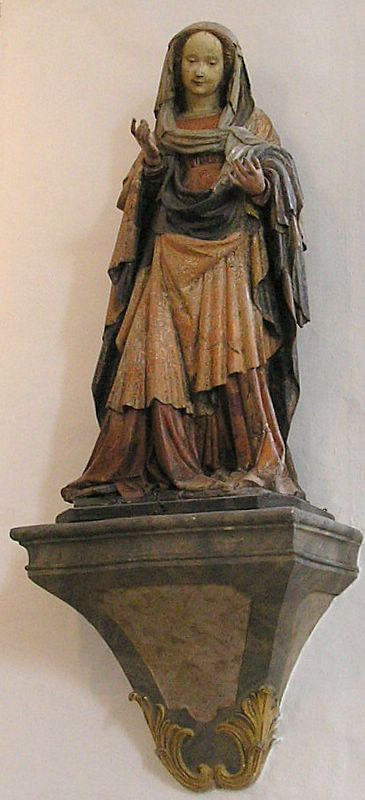
Madonna am Chorbogen
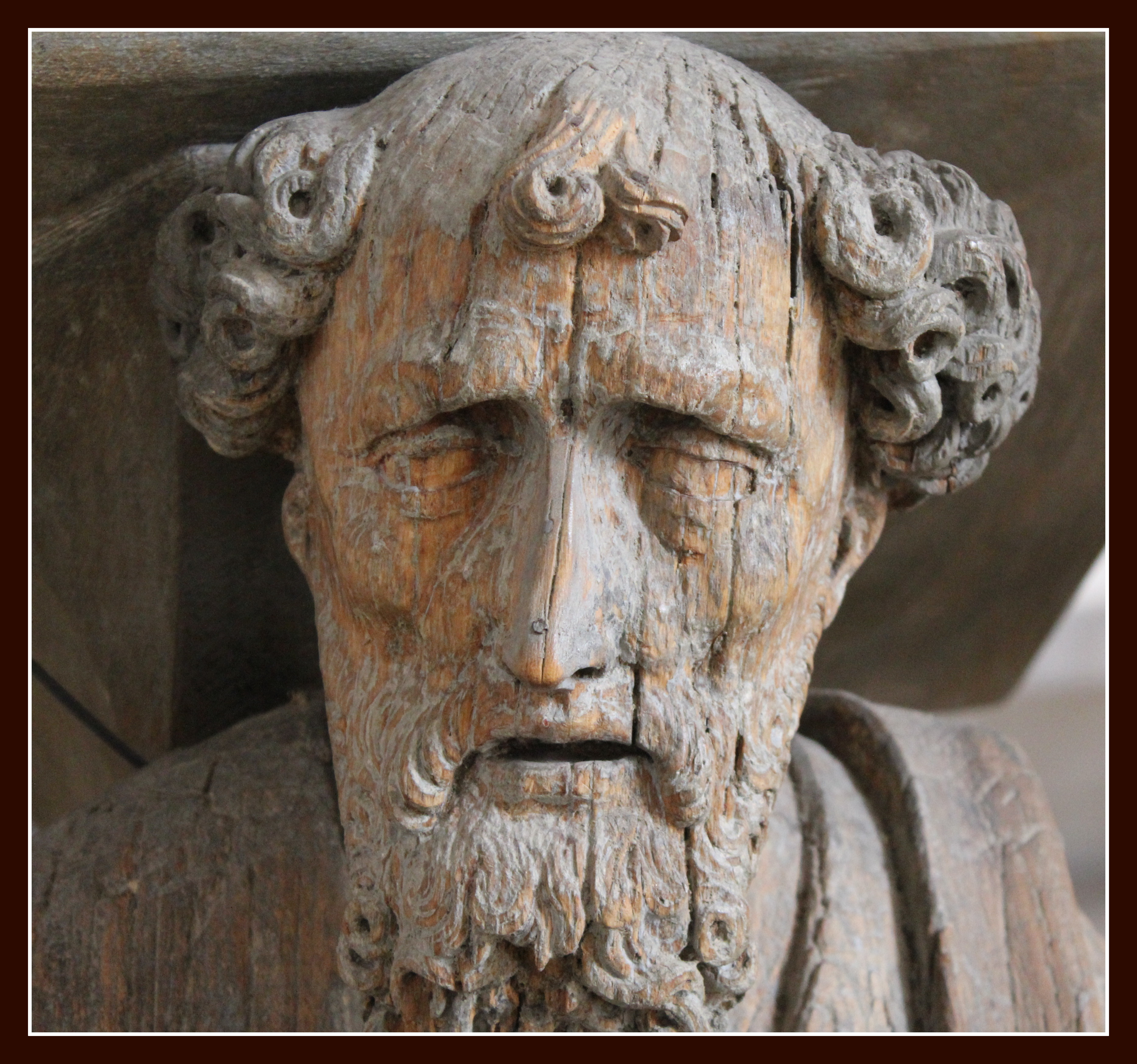
Figur am Lesepult
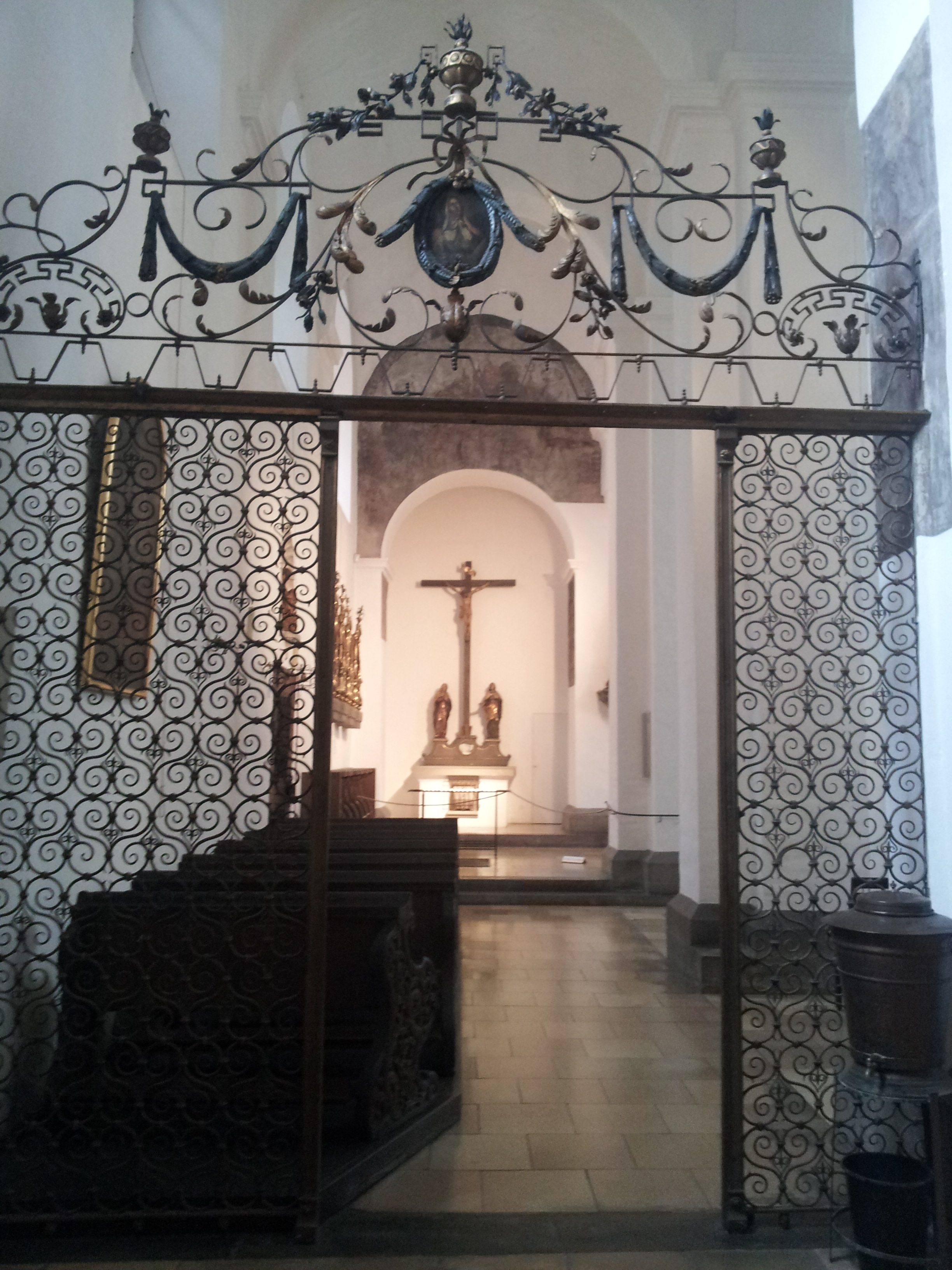
Abschlussgitter

## Maria Knotenlöserin

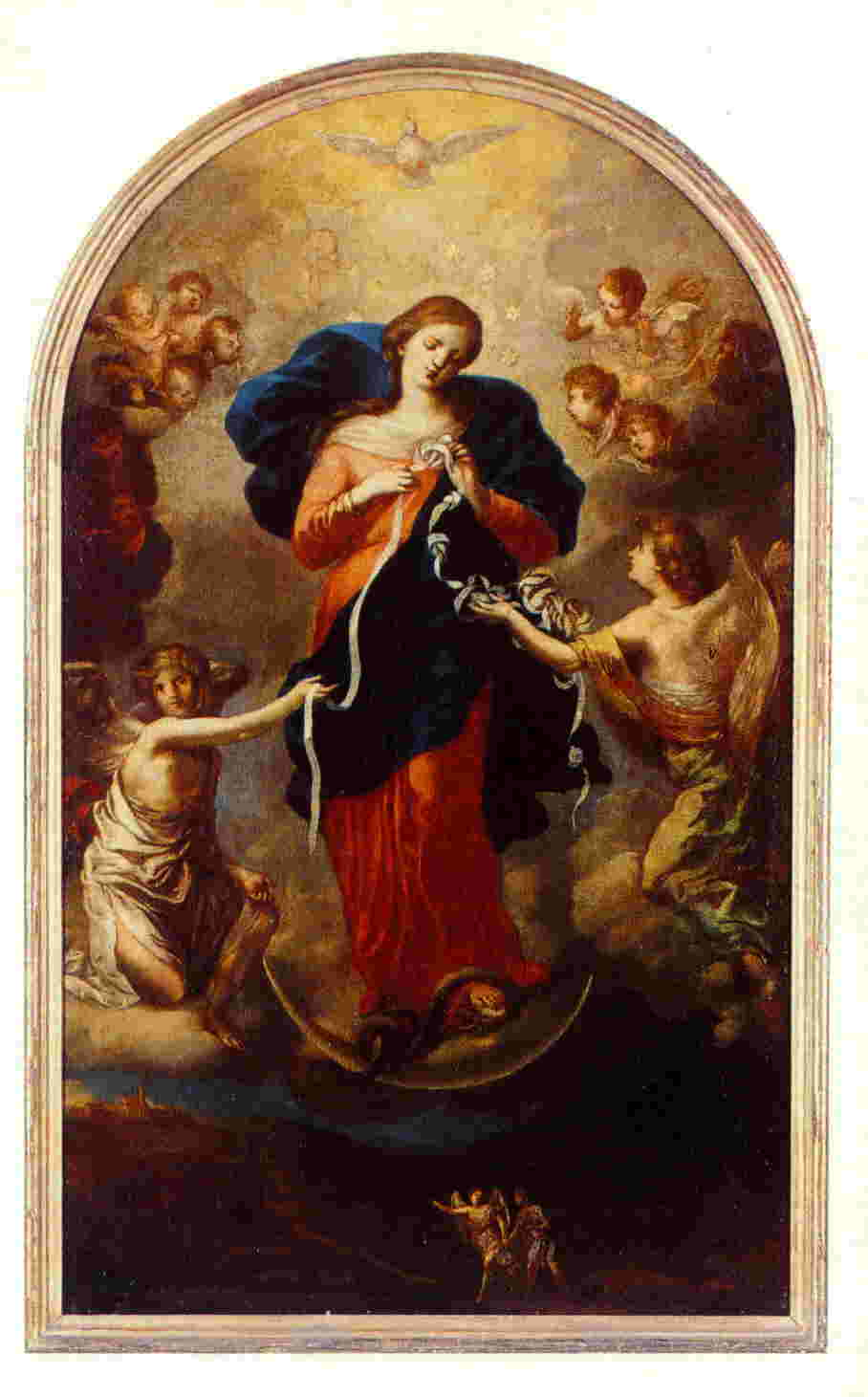
Maria Knotenlöserin

Die St. Peter am Perlach ist die Wallfahrtskirche zur Maria Knotenlöserin. Gestiftet hat das Wallfahrtsbild im Jahre 1700 der Patrizier Hieronymus Ambrosius Langenmantel, der von 1666 bis 1709 Stiftskanoniker von Sankt Peter am Perlach war. Die Stiftung soll zusammenhängen mit einem Ereignis in der Familie von Langenmantel. Sein Großvater Wolfgang Langenmantel († 1637) stand kurz vor der Trennung von seiner Frau und besuchte deshalb den Jesuitenpater Jakob Rem in Ingolstadt. Pater Rem betete vor einem Marienbild und sprach: „In diesem religiösen Akt erhebe ich das Band der Ehe, löse alle Knoten und glätte es.“ Danach sei wieder Friede zwischen den Eheleuten eingekehrt, die Trennung habe nicht stattgefunden und Hieronymus Ambrosius Langenmantel, als Enkel, habe später zur Erinnerung daran, das Bild der „Knotenlöserin“ in Auftrag gegeben.
Auf dem Bild löst Maria gerade einen verwickelten Knoten und zertritt mit ihrem Fuß den Kopf einer Schlange (vgl. Perlachturm-Turamichele). In Anlehnung an die Apokalypse ist Maria mit der Sonne bekleidet, hat den Mond zu ihren Füßen und einen Kranz von Sternen um ihr Haupt. Bruno Bushart, ein Kunsthistoriker aus Augsburg, hat das Gemälde Johann Georg Melchior Schmittner zugeordnet, der 1625 geboren wurde und nach 1707 gestorben ist. Er hat auch das Hochaltarbild für die Pfarrkirche in Lamerdingen geschaffen, die zu dem Augsburger Stift gehörte. 
Das Marienbildnis der Knotenlöserin fand unter anderem auch den Weg nach Südamerika, wo es mittlerweile sehr verbreitet ist. Initiator war der heutige Papst Franziskus, der das Gnadenbild bei einem Deutschlandaufenthalt kennenlernte, eine Kopie in sein Heimatland Argentinien brachte und die dortige Verehrung begründete. In Buenos Aires ließ man eine Kopie durch die Malerin Marta Beti anfertigen, die sich seit dem 8. Dezember 1996 in der Kirche San José del Talar zu Buenos Aires befindet und zu der besonders jeden 8. im Monat tausende Menschen pilgern. Im Jahr 2017 erschien die Statue deshalb auch auf einer 50-Euro-Goldmünze des Vatikans.
Das Bild Maria Knotenlöserin erinnert an die Apokalypse. In ihr heißt es, dass Gott eine Zeit schaffen wird, in der alle Tränen getrocknet werden. Der Bischof Irenäus von Lyon († 202 n. Chr.) hat Maria in seinem Werk Gegen die Irrlehren als Knotenlöserin bezeichnet. Damit wollte er sagen: Maria hat Anteil an unserer Erlösung. Sie hat den „Erlöser“ in die Welt gebracht. Jeder darf mit seinen Lebensknoten zu ihr kommen und sie mit seinen Verknotungen im Leben belasten. Sie wird in Geduld helfen, die Wirrnisse durchzustehen, und die gelösten Knoten können neu vernetzt werden.

## Kirchturm und Turamichele

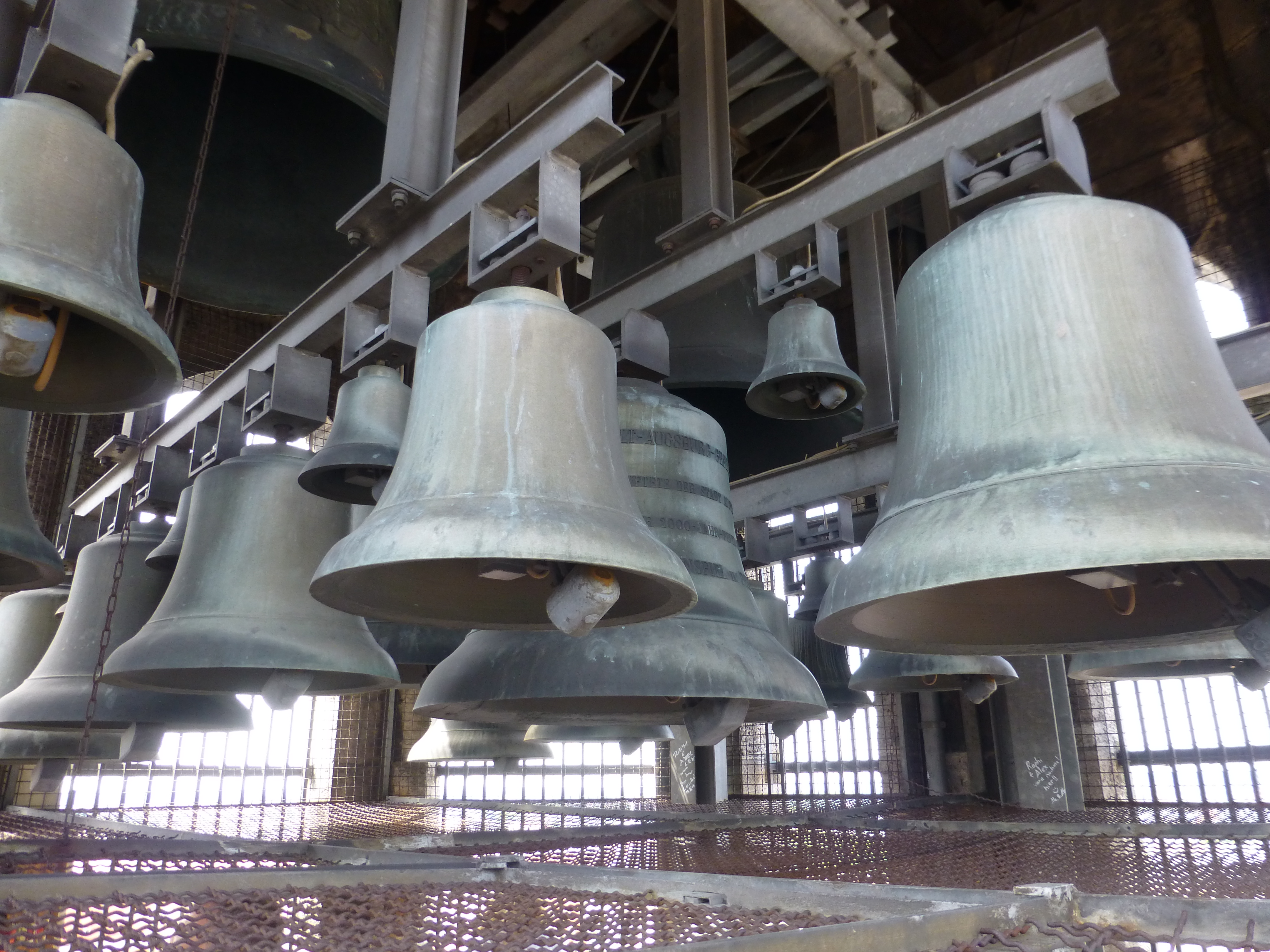
Perlachturm Glockenstuhl

Der 70 m hohe Kirchturm von St. Peter, der Perlachturm, wurde ursprünglich im Jahr 989 als Wachturm erbaut, erst später wurde er zum Glockenturm von St. Peter. Er dominiert heute als Ensemble zusammen mit dem Rathaus den Rathausplatz von Augsburg. Im Erdgeschoss des Perlachturms befinden sich die südliche und die mittlere Kapelle des Westjoches der Perlachkirche. Von außen, mit Eingang an der Nordseite des Turmes, führt eine Treppe mit 258 Stufen zur Aussichtsplattform in etwa 60 m Höhe. Der jährlich stattfindende „Perlachturmlauf“ gehört zu den bekanntesten Turmläufen in Deutschland.
Im untersten, nach Westen zum Rathausplatz gerichteten Fenster des Turms erscheint jährlich am Michaelistag (29. September) zu jeder vollen Stunde das Turamichele (Turm-Michael; Erzengel Michael) und sticht im Takt der Stundenschläge mit seiner Lanze auf den zu seinen Füßen liegenden Teufel ein. Die Fassade um das Fenster wird zu diesem Anlass reich mit Blumen geschmückt.